# Eodorcadion mandschukuoense
Eodorcadion mandschukuoense är en skalbaggsart som först beskrevs av Stefan von Breuning 1944.  Eodorcadion mandschukuoense ingår i släktet Eodorcadion och familjen långhorningar. Inga underarter finns listade i Catalogue of Life.